# Marche citoyenne et solidaire 2018
 (mai 2018).
 (13 janvier 2019).
La Marche citoyenne et solidaire a commencé le 30 avril 2018 à la frontière italienne de Vintimille, dans le sud de la France. Il est prévu qu'elle atteigne Londres, le 8 juillet 2018. Elle suivra la route empruntée par les réfugiés qui souhaitent se rendre au Royaume-Uni depuis le sud de l'Europe. La marche est soutenue par de nombreuses organisations. Parmi les participants, se trouvent José Bové, député européen, et Cédric Herrou, agriculteur qui a été accusé d'aider des "immigrants illégaux". Au départ de la marche, une minute de silence a été observé en souvenir des 17 réfugiés qui ont trouvé la mort en tentant de franchir la frontière franco-italienne depuis juin 2015. Cette action a lieu une semaine après le vote de la nouvelle loi Asile et immigration, et la tentative d'un groupe d'extrême-droite de bloquer la frontière au col de l'Échelle, pour arrêter des migrants et les remettre à la police. Aucune sanction n'a été retenue contre ce groupe, alors que des personnes ayant aidé des réfugiés dans le besoin ont à subir un procès. Marie-Christine Vergiat, députée européenne, Alexis HK, chanteur, et Mgr Jacques Gaillot, évêque, étaient aussi présent au départ,,,,,,,.